# Жанаоткель
Жанаотке́ль (каз. Жаңаөткел) — село у складі Жамбильського району Жамбильської області Казахстану. Входить до складу Тогизтарауського сільського округу.
У радянські часи село називалось Рибзавод.
Населення — 244 (2021; 275 у 2009, 336 у 1999, 227 у 1989).